# Elmhurst (Queens)
Elmhurst è un quartiere del Queens, uno dei cinque distretti di New York. I confini del quartiere sono Jackson Heights a nord, Corona a est, Rego Park e Middle Village a sud e Woodside e Maspeth a ovest.
Elmhurst è parte del Queens Community District 4 e il suo ZIP code è 11373.

## Demografia
Secondo i dati del censimento del 2010 la popolazione di Elmhurst era di 88 427 abitanti, in aumento del 3,9% rispetto ai 87 972 del 2000. La composizione etnica del quartiere era: 43,8% (38 699) asioamericani, 6,6% (5 870) bianchi americani, 1,3% (1 140) afroamericani, 0,2% (133) nativi americani, 0,0% (28) nativi delle isole del Pacifico, 0,4% (338) altre etnie e 1,6% (1 423) multietinici. Gli ispanici e latinos di qualsiasi etnia erano il 46,1% (40 796).

## Trasporti
Il quartiere è servito dalla metropolitana di New York attraverso le stazioni di Roosevelt Avenue, Woodhaven Boulevard, Grand Avenue-Newtown e Elmhurst Avenue della linea IND Queens Boulevard, dove fermano i treni delle linee E, F, M e R. Inoltre, le stazioni di 74th Street, 82nd Street-Jackson Heights e 90th Street-Elmhurst Avenue della linea IRT Flushing, servite dalla linea 7, si trovano lungo il confine nord del quartiere.